# Timo Kamst
Timo Kamst (Veldhoven, 9 oktober 1978) is een Nederlands radio-dj.
Zijn carrière begon bij Omroep Eindhoven en Radio Decibel. Zijn debuut bij Radio Decibel maakte hij tijdens de 106-hitmiddag en hij kreeg later een vaste stek op de zondagmiddag. Daarnaast maakte hij enige tijd op vrijdagavond een programma met Niek van der Bruggen, die later plaatsmaakte voor Martin Kooistra. Toen Kamsts ambitie om toegelaten te worden tot de DJ-school van Radio 538 uitkwam, wist hij dit nog enige tijd te combineren, maar uiteindelijk zei hij Radio Decibel definitief vaarwel.
Hierna deed Kamst nog wat productiewerk en had hij een eigen programma bij Radio 538, en later ook nog bij het radiostation van Yorin. Vanaf april 2006 werkt hij bij SlamFM en begon daar eerst samen met Frank Dane het ochtendprogramma D'r uit met Dane, toen Frank in augustus 2007 naar Radio 538 verkaste nam hij dit programma over met als nieuwe naam Warming Up. In januari 2009 nam Kamst een programma van Daniël Lippens over op zondagmiddag van 15:00 tot 18:00. Een maand later maakte hij echter bekend te stoppen bij SLAMFM om iets heel anders te gaan doen.
Van april 2009 tot maart 2020 was Kamst de coördinator van de radio-opleiding (NPO Campus) van radiozender NPO 3FM. Als opvolger van Iwan Reuvekamp verzorgde hij de begeleiding van dj's in het nachtopleidingstraject en de scouting van nieuw talent.
In 2020 is Timo kort eindredacteur bij Shownieuws van Talpa, maar als snel gaat hij weer aan de slag bij verschillende radiostations. Sinds 2021 is hij redacteur en producer van de 538TOP50 met Dennis Ruyer en later Mark Labrand. Verder traint Kamst nog steeds veel (radio)presentatoren en presenteert hij sinds 2023 ook zelf weer radioprogramma's bij 100%NL. 
Hij is daar elke zaterdag en zondag te horen tussen 09.00 en 12.00 en is ook regelmatig doordeweeks als invaller te horen. 